# Asmir Kajević
Asmir Kajević (in serbo Acмиp Kajeвић?; Rožaje, 15 febbraio 1990) è un calciatore montenegrino, centrocampista del Dečić.

## Palmarès

### Club

#### Competizioni nazionali
- Coppa Svizzera: 1

Zurigo: 2013-2014
- Coppa del Montenegro: 1

Dečić: 2024-2025